# Симфония № 11 (Мясковский)
Симфония № 11 b-moll, op. 34 — трёхчастное сочинение русского композитора Н. Я. Мясковского для оркестра тройного состава (четыре валторны, без контрафагота), завершённое в 1932 году.
Премьера состоялась в Москве 16 января 1933 года под управлением К. С. Сараджева. Первое издание партитуры опубликовано в 1934 году издательством «Музгиз». Сочинение посвящено М. О. Штейнбергу.

## История создания
Одиннадцатая симфония создавалась в обстановке обострившегося противостояния теоретиков и идеологов Ассоциации современной музыки (АСМ), называемых «современниками», «попутчиками», — с рапмовцами, состоявшими в Российской ассоциации пролетарских музыкантов (РАПМ). Мясковский, творческим кредо которого было сочинение симфонических произведений, расходился во взглядах с теоретиками и идеологами РАПМ, полагавших, что новая пролетарская музыка должна была основываться на революционных агитационных и русских народных песнях. Вопреки собственному кредо, Мясковский обратился к написанию массовых песен и произведениям для духового оркестра.
В то время как некоторые дореволюционные и постреволюционные произведения Мясковского впервые печатались новыми отечественными нотоиздательствами (Государственное музыкальное издательство (Музгиз) и Музсектор Госиздата) и продвигались П. А. Ламмом, порядочность композитора не позволяла отдавать предпочтение собственным произведениям после назначения его консультантом по современной русской художественной музыке, когда уже он сам регулировал вопросы очереди печатания. Поэтому начиная с 1924 года партитуры симфоний композитора публиковались за рубежом Универсальным издательством (Universal Edition: 6-я (1925), 7-я (1926), 8-я (1929), 9-я (1930)), исключая 10-ю симфонию (Музсектор Госиздата, 1929). В 1926 году композитор впервые и единственный раз в жизни выехал за границу — в Варшаву на открытие памятника Шопену и в Вену для оформления публикаций Седьмой и Восьмой симфоний Универсальным издательством.
В то время Мясковский состоял членом АСМ, Всероскомдрама, Общества имени И. С. Баха (1927—1930) и входил в состав правления Бетховенского общества (1927—1930). В 1923—1924 годах писал эпизодические статьи для печатных органов АСМ — музыкальных журналов «К новым берегам», «Музыкальная культура» и «Современная музыка». К 1931 году общественно-музыкальные организации композиторов-попутчиков лишились своих печатных органов и потеряли возможность публично оппонировать РАПМ — к тому времени уцелевшие специальные журналы музыкантов «Пролетарский музыкант» и «За пролетарскую музыку» перешли в ведение рапмовцев. Осенью 1931 года сменилось всё руководство радио, а последний журнал «Говорит Москва», публиковавший до того времени критические статьи о деятельности РАПМ и дискуссии с её представителями, получил новое название «Говорит СССР». В период пролетаризации обучения и занятия красной профессурой ведущих должностей в Московской консерватории, именовавшейся со 2 февраля 1931 года до октября 1932 года Высшей Музыкальной Школой имени Феликса Кона, Мясковский «в знак протеста против разгула рапмовщины» вышел из её преподавательского состава в 1932 году.
Настало время, когда в противостояние «современников» с рапмовцами вмешалось партийное руководство: почти все крупные музыкально-общественные организации, в их числе РАПМ и АСМ (малочисленные творческие союзы продолжали работу), весной 1932 года были объявлены ликвидированными накануне создания Союза советских композиторов (ССК), что было положительно воспринято всеми слоями музыкальной общественности. Е. С. Власова специально подчёркивала, что в условиях частого создания и самороспуска многочисленных союзов и добровольных обществ за предшествующие годы советской власти «возникновение Союза композиторов не воспринималось современниками как акция чрезвычайно важного политического значения, как проявление партийной диктатуры, как нивелирование художественной инициативы в сфере художественного творчества». Мясковский был избран в состав правления ССК.
«В ту пору была раскрыта вульгарно-социологическая сущность основного тезиса теоретиков Российской Ассоциации пролетарских музыкантов (РАПМ) о массовой песне как о столбовой дороге развития музыкального искусства. Выявилась и порочность нигилистического отношения РАПМа к народной, крестьянской песне, к русскому классическому наследию».
Эскизы Одиннадцатой симфонии Н. Я. Мясковского были готовы к 10 сентября 1931 года. За время написания сочинения композитор начал и завершил Двенадцатую симфонию (так называемую «Колхозную»). С 10 сентября по 20 октября сочинялся клавир, 
оркестровка была окончена 19 марта 1932 года. В дневнике композитора окончание оркестровки датировано 21 марта 1932 года. Обычно сразу же после окончания клавира симфонических произведений композитор передавал его П. А. Ламму, который делал переложения для фортепиано. 19 апреля при повторном исполнении восьмиручного переложения автор расширил разработку из-за дефектов финала. 19—21 января 1934 года Мясковский корректировал произведение.
Переложение симфонии Н. С. Жиляева для фортепиано в 4 руки было опубликовано в 1938 году нотоиздательством «Музгиз». Другие переложения были сделаны В. В. Держановским для малого оркестра (двухчастное) и П. А. Ламмом для 2-х фортепиано в 8 рук.
Композитор посвятил свою Одиннадцатую симфонию М. О. Штейнбергу.

## Части
Одиннадцатая симфония Николая Мясковского состоит из трёх частей общей длительностью от 30 минут в исполнении под управлением Вероники Дударовой до 35 минут под управлением Евгения Светланова:
- I. Lento. Allegro agitato
- II. Andante. Adagio, ma non troppo
- III. Precipitato. Allegro

## Анализ и оценки
На основании дневниковых записей и анализа симфоний Н. Я. Мясковского А. А. Иконников сделал вывод о том, «что творчество композитора от 6-й к 12-й было весьма насыщенным и развивалось под знаком активных исканий (замыслы, тематика, стиль, форма)». По мнению музыковеда, среди хронологически близких более ранних и поздних симфонических произведений (т. е. с Девятой по Тринадцатую симфонии) Одиннадцатая симфония ближе всего к Двенадцатой, даже несмотря на их большое тематическое различие, и отмечал монотематичность опуса № 34.
Б. В. Асафьев писал автору сочинения весной 1932 года, что при сравнении с Двенадцатой симфонией отдаёт своё предпочтение Одиннадцатой: «Но, конечно, 11-я моему психическому я дороже». В письме Прокофьеву от 7 сентября 1932 года Мясковский расценивал 11-ю симфонию «куда лучше 12-й».
Г. Г. Нейгауз с восхищением отзывался о Фугато. А Д. В. Житомирский, отказавшийся от рапмовских взглядов времён молодости, сравнивал нотные примеры Одиннадцатой симфонии и балета Прокофьева «Ромео и Джульетта», когда писал: «Нетрудно показать, что не только у Мясковского, но и у многих композиторов XX века свежесть гармонического и мелодического языка связана, между прочим, с этой своеобразной техникой «дразнящего» околотонального или замаскированно-тонального движения, которое, в конечном счете, является новым средством освежения тоники».

## Исполнения
- 1933 — 16 января первое исполнение в Москве под управлением К. С. Сараджева[13]

## Записи
- 1977 — Московский государственный симфонический оркестр под управлением В. Б. Дударовой, «Мелодия» С10-09483-4 (1978)[23]; «Мелодия» MCD133 [24]
- 1991—1993 — Государственный академический симфонический оркестр России под управлением Е. Ф. Светланова, запись из Большого зала Московской консерватории, выпуски:
  - «Русский диск» RDCD 00653 (2001)[25]
  - Olympia — Myaskovsky Complete Symphonic Works Vol.  4 OCD 734 (2002)[26]
  - Warner Classic 2564 69689-8 (2007)[27]